# Błahodatne (rejon biłozerski)
Błahodatne (ukr. Благодатне) – wieś na południu Ukrainy, w obwodzie chersońskim, w rejonie biłozerskim. 1023 mieszkańców.

## Historia
Wieś założona w 1920 roku.